# The Times of India
Times of India je indický deník psaný v angličtině. Podle Audit Bureau of Circulations jde o čtvrtý největší deník v Indii a také o nejprodávanější anglickojazyčný deník na světě. Založen byl v roce 1838, pod názvem The Bombay Times and Journal of Commerce. Nejprve vycházel dvakrát týdně, ve středu a v sobotu, od roku 1850 vychází každodenně. V roce 1860 se deník sloučil s konkurenčním Bombay Standard a vycházel pod jménem Bombay Times and Standard. Rok poté získal svůj současný název The Times of India. Významnou postavou rozvoje deníku v 19. století byl šéfredaktor Robert Knight, který z něj učinil jedno z nejprestižnějších médií v zemi. K významným autorům minulosti patřil i Mahátmá Gándhí. V roce 1991 BBC deník zařadila mezi šest nejlepších světových novin. Vlastníkem a vydavatelem je společnost Bennett, Coleman & Co. Ltd., která je vlastněna rodinou Sahu Jain.